# Prince Arthur (poemat)
Prince Arthur – poemat epicki siedemnastowiecznego angielskiego poety Richarda Blackmore’a, opublikowany w 1695. Utwór składa się z dziesięciu ksiąg. Został napisany wierszem parzyście rymowanym. W 1696 został wznowiony. W 1714 opublikowany był po raz kolejny. W zmienionym wydaniu z 1697 został poszerzony do dwunastu ksiąg.
Celestial Muse, Instruct me how to sing

The generous Pity of the British King,

Who mov'd by Gallia's crys, and Heav'n's Command,

Sustain'd excessive toyl by Sea and Land,

The Gallic Christian's Freedom to restore,

And save Neustrasia's Realm from Clotar's power.
Poemat jest jednym z czterech wielkich dzieł epickich poety. Kolejne to King Arthur (1697), Eliza (1705) i Alfred (1723). 
W 1696 John Dennis wydał traktat krytyczny poświęcony poematowi Blackmore’a. Samuel Johnson określił książkę Dennisa jako "more tedious and disgusting than the work which he condemns".